# Chun Tin Nam
Chun Tin Nam (chiń. 秦天南; pinyin Qín Tiānnán; ur. 1949) – hongkoński scenarzysta. Napisał scenariusz do trzynastu filmów oraz otrzymał dziewięć nominacji.

## Filmografia

### Jako scenarzysta

#### Filmy pełnometrażowe
| Rok  | Tytuł                 |
| ---- | --------------------- |
| 1981 | Wu ting               |
| 1982 | Sha chu xi ying pan   |
| 1984 | Tong chiu ho fong nui |
| 1993 | Przestępcza opowieść  |
| 2005 | Jo sok                |
| 2005 | Siedem mieczy         |
| 2007 | Władcy wojny          |
| 2008 | Cesarzowa i wojownicy |
| 2009 | Incydent              |
| 2009 | Strażnicy i zabójcy   |
| 2010 | Cheung wong chi wong  |
| 2011 | Wielki magik          |
| 2016 | Mistrz miecza         |

## Nominacje
Źródło: Internet Movie Database
| Rok  | Nagroda                              | Kategoria                               |
| ---- | ------------------------------------ | --------------------------------------- |
| 2005 | Golden Horse Award                   | Best Adapted Screenplay (Siedem mieczy) |
| 2006 | Hong Kong Film Award                 | Best Screenplay (Jo sok)                |
| 2007 | Golden Horse Award                   | Best Original Screenplay (Moon to)      |
| 2008 | Golden Horse Award                   | Best Original Screenplay (Władcy wojny) |
| 2008 | Hong Kong Film Award                 | Best Screenplay (Moon to, Władcy wojny) |
| 2008 | Hong Kong Film Critics Society Award | Best Screenplay (Władcy wojny)          |
| 2010 | Hong Kong Film Award                 | Best Screenplay (Strażnicy i zabójcy)   |
| 2010 | Hong Kong Film Critics Society Award | Best Screenplay (Incydent)              |